# 兰和平
兰和平（1966年3月—），女，中华人民共和国外交官，现任中华人民共和国驻累西腓总领事。

## 生平
兰和平曾任驻爱尔兰大使馆政务参赞。2012年，任驻特立尼达和多巴哥大使馆政务参赞。后任中国外交培训学院副院长。2020年，任驻加拿大大使馆公使衔参赞。2024年2月，出任中华人民共和国驻累西腓总领事。